# Liste der Abgeordneten der Landstände des Großherzogtums Hessen (34. Wahlperiode)
Diese Liste stellt die Abgeordneten des 34. Landtags des Großherzogtums Hessen im Jahr 1908 dar.
Der Landtag bestand aus zwei Kammern.

## Erste Kammer
Präsidium:
- Erster Präsident: Graf Emil von Schlitz, genannt von Görtz in Schlitz
- Zweiter Präsident: Fürst zu Solms-Hohensolms-Lich
- Dritter Präsident: Freiherr Cornelius Wilhelm von Heyl zu Herrnsheim
- Schriftführer: Fürst Isenburg-Birstein
- Schriftführer: Oberstallmeister Moritz Riedesel Freiherr zu Eisenbach

## Zweite Kammer

### Wahl
Die Wahl der zweiten Kammer 1908 ergab folgende Sitzverteilung:
| Partei       | Sitze    | Veränderung |
| ------------ | -------- | ----------- |
| NLP          | 20 Sitze | 2 Sitze +   |
| Zentrum      | 8 Sitze  | 1 Sitz +    |
| SPD          | 5 Sitze  | 2 Sitze -   |
| FVP          | 3 Sitze  | Unverändert |
| HBB          | 11 Sitze | 2 Sitze -   |
| Fraktionslos | 3 Sitze  | 1 Sitz +    |

### Präsidium
- Erster Präsident: Wilhelm Haas
- Zweiter Präsident: Gustav Korell
- Dritter Präsident: Adam Joseph Schmitt (Zentrum)
- Schriftführer: Heinrich Schmalbach, nach dessen Tod Johannes Leun
- Schriftführer: Ernst Christian Finger

### A
- Louis Auler

### B
- Jakob Bach
- Wilhelm Bähr
- Heinrich Berthold
- Franz Best
- Johann Georg Borheimer
- Heinrich Brauer (HBB)
- Karl Breidenbach
- Wilhelm Heinrich Breimer
- Otto Rudolf von Brentano di Tremezzo (Zentrum)
- Gottfried Büchner

### D
- Karl Damm
- Edmund Diehl, Bürgermeister von Gau-Odernheim

### E
- Johann Eibach, Bürgermeister Pfaffen-Schwabenheim
- Wilhelm Erk

### F
- Wilhelm Fenchel (HBB)
- Ernst Christian Finger (Schriftführer), Bürgermeister Pfeddersheim
- Ignaz Frenay, Bürgermeister von Bensheim
- Heinrich Fulda (SPD)

### G
- Wilhelm Glässing Bürgermeister von Darmstadt
- Wilhelm Grünewald
- Egid Gutfleisch (FVP)

### H
- Wilhelm Haas, Erster Präsident
- Georg III. Hauck, Bürgermeister von Schaafheim
- August Heidenreich
- David Horn (Zentrum)

### J
- Wilhelm Joutz

### K
- Heinrich Köhler, Oberbürgermeister von Worms  (NLP)
- Philipp Köhler
- Gustav Korell, Zweiter Präsident
- Johann Peter Kredel, Bürgermeister von Airlenbach im Odenwald

### L
- Friedrich Lang
- Johannes Leun, Schriftführer, Bürgermeister von Großen-Linden
- Eduard Lutz

### M
- Georg Meiski
- Joseph Molthan
- Ludwig Münch

### N
- August Noack

### O
- Johannes Orb (SPD)
- Arthur Osann (NLP)

### P
- Friedrich Pagenstecher
- Jakob Pennrich
- Adolf Pitthan

### R
- Johann Georg Raab (SPD)
- Heinrich Reh
- Nikolaus Andreas Reinhart

### S
- Heinrich Schmalbach, Schriftführer, Bürgermeister von Crainfeld
- Adam Joseph Schmitt, Dritter Präsident (Zentrum)
- Georg Schönberger
- Adam Seelinger
- Adam Senßfelder, Bürgermeister von Büttelborn
- Alexander Stöpler, Bürgermeister von Lauterbach

### U
- Philip Uebel (Zentrum)
- Wilhelm Ullmann, Bürgermeister von Nieder-Erlenbach
- Carl Ulrich (SPD)

### W
- Karl Weber
- Philipp Winkler
- Friedrich Wolf
- Michael Wolf

### Z
- Karl Friedrich Joseph Zuckmayer